# Strickland mot Sony
Strickland mot Sony var ett rättsfall i USA 2005, om huruvida våldsamma innehåll i vissa dator/TV-spel, som de i Grand Theft Auto-serien, påverkat mordet på tre poliser, vilket gärningsmannen Devin Moore påstod. Advokaten Jack Thompson lyckades övertala familjerna till mordoffren att stämma Sony på 600 miljoner amerikanska dollar för att ha tillgängliggjort spelen.

### Fotnoter
1. ↑  Sam Sundberg. ”Debatten vägrar dö”. Svenska Dagbladet. http://www.svd.se/kultur/debatten-vagrar-do_6765593.svd. Läst 15 juni 2014.